# ساندایو دوکوماموشی
ساندایو دوکوماموشی (انگلیسی: Sandayū Dokumamushi؛ زادهٔ ۳۱ مارس ۱۹۳۶) بازیگر، صداپیشگی در ژاپن، مجری رادیو، و شخصیت‌های تلویزیونی در ژاپن اهل ژاپن است.
از فیلم‌ها یا برنامه‌های تلویزیونی که وی در آن نقش داشته‌است می‌توان به ابرهای تابستانی، اولترامن اشاره کرد.